# César Campaniço
César Campaniço (ur. 31 marca 1980 w Lizbonie) – portugalski kierowca wyścigowy.

## Kariera
Campaniço rozpoczął karierę w wyścigach samochodowych w roku 1999, od startów w Formule BMW ADAC, gdzie dwukrotnie stawał na podium. Z dorobkiem 66 punktów uplasował się na dziesiątej pozycji w klasyfikacji generalnej. W późniejszych latach startował także w Azjatyckiej Formule 2000 Makau, Formule 3 Korea Super Prix, Hiszpańskiej Formule 3, Europejskim Pucharze Formuły Renault 2000, Włoskiej Formule Renault, Masters of Formula 3, Grand Prix Makau, Włoskiej Formule 3, Europejskim Pucharze Formuły 3, Francuskiej Formule 3, Niemieckiej Formule 3, Formule 3 Euro Series, Europejskim Pucharze Formuły Renault V6, Mégane Trophy Eurocup, Radical Challenge Portugal, A1 Grand Prix, European Touring Car Cup, Portugese Touring Car Championship, ADAC Procar, Le Mans Series, Grand American Rolex Series, FIA GT3 European Championship, ADAC GT Masters, Spanish GT Championship, World Touring Car Championship, International GT Open, Portuguese GT Championship, Copa de España de Super GT oraz w FIA GT Series.
W Formule 3 Euro Series wystartował w 2003 roku ze szwajcarską ekipą Swiss Racing Team oraz z francuską ekipą Signature Plus. W ciągu szesnastu wyścigów uzbierał łącznie 13 punktów. Dało mu to 16. miejsce w klasyfikacji końcowej.